# Ruska finančna kriza (1998)
Ruska finančna kriza (tudi kriza rublja ali ruska gripa) se je začela v Rusiji 17. avgusta 1998. Vodila je v to, da sta Ruska vlada in Ruska centralna banka devalvirali rubelj in bankrotirali na dolgu. Kriza je imela hude posledice na gospodarstva veliko sosednjih držav.

## Ozadje
Rusko gospodarstvo je bilo po razpadu Sovjetske zveze na različne države na poti okrevanja. Rusija naj bi zagotavljala pomoč bivšim sovjetskim državam in je tako veliko uvažala iz njih. V Rusiji so tuje dolgove odplačevali z domačimi investicijami. Ko teh tujih posojil niso več mogli odplačevati, je bil rubelj devalviran. Sredi leta 1997 je Rusija končno našla način za znižanje inflacije. Ekonomski nadzorniki so bili zadovoljni, da se je inflacija umirila. Nato se je začela kriza in nadzorniki so morali oblikovati novo politiko. Tako Rusija, kot tudi države, ki so vanjo izvažale, so imele proračunske primanjkljaje. Države, ki so vanjo izvažale, so svoje resurse uporabile za proizvodnjo, vendar niso prejele plačil za vso svojo proizvodnjo. Skratka, njihov nacionalni prihodek ni mogel pokriti njihovih nacionalnih odhodkov (za Kazahstan in Kirgizijo). Na rusko raven brezposelnosti kriza ni močno vplivala in je znaala le 13 %. Zaposlitvena politika v Kazahstanu je bila 9. novembra 1998 preverjena in je zagotovila svobodno izbiro zaposlitve. Zaposlenost v Tadžikistanu se od 90. let 20. stoletja ni veliko izboljšala in tako ostaja vprašanje, kako točno je kriza leta 1998 vplivala na zaposlenost. BDP per capita Tadžikistana je bil en najnižjih po letu 1996. Ruski ogromni mineralni in naravni viri so omogočili, da jih je Rusija izvažala in tako poplačala svoj dolg ter povečala devizne rezerve, da je revalvirala svojo valuto.

### Razlogi za krizo
Kriza se je zgodila, ker Rusija ni mogla poplačati svojega dolga. Devalvacija in izenačenje rublja več enotam tuje valute je olajšalo odplačevanja dolga. Ker je Rusija morala pomagati drugim državam, od katerih se je z razpadom ZSSR ločila, je to delala z velikim uvažanjem iz teh držav. Uvažala je še naprej brez preverjanja če ima dovolj prihodkov za to. Lea 1995 je Mednarodni denarni sklad poskusil pomagati Rusijo stabilizirati z izrednim posojilom, vendar ni bil uspešen.